# Stary Spichlerz w Krakowie
Stary Spichlerz – spichlerz wybudowany w XVIII wieku tuż za murami obronnymi miasta Krakowa. W 2002 r. budynek został wpisany do rejestru zabytków jako dawny krakowski spichlerz. Położony jest przy Placu Sikorskiego 6. 
Początkowo wykorzystywany był jako spichlerz. W XIX wieku był własnością Jabłonowskich, a w 1905 został sprzedany miastu. Przed II wojną światową był siedzibą Stowarzyszenia Architektów, a w latach 60. XX w. został przekazany w wieczyste użytkowanie Muzeum Narodowemu w Krakowie na magazyn dawnych mebli. Po remoncie w budynku w 2013 r. otwarto oddział Muzeum Narodowego w Krakowie – Ośrodek Kultury Europejskiej „Europeum”, w którym prezentowane są dzieła sztuki europejskiej.